# چشمه گل رودبار
چشمه گل رودبار در ۴ کیلومتری جنوب غربی شهر مهدیشهر قرار دارد که یکی از منابع مهم آب شهرستان مهدیشهر و استان سمنان به‌شمار می‌آید. این چشمه از قلب سنگ های آهکی کوهی موسوم به کافر قلعه می جوشد که در  ارتفاعات منطقه‌ای به نام گل رودبار در غرب مهدیشهر  در ارتفاع تقریبی ۱۵۴۵ متر از سطح دریا قرار دارد. این چشمه در جهت جنوب سرازیر می‌شود و پس از طی مسافتی در حدود ۱۴ کیلومتر و عبور از درجزین به آبپخش (مقسم) می‌رسد و از آنجا برای استفاده در شهر سمنان تقسیم می‌شود.